# Katy Perry
Katheryn Elizabeth Hudson, művésznevén Katy Perry (Santa Barbara, Kalifornia, 1984. október 25. –) amerikai énekes-dalszerző és televíziós személyiség. Leginkább a modern popzenére gyakorolt hatásáról és camp stílusáról ismert. A Vogue magazin a „Camp Királynőjének” nevezte. Perry 16 évesen gospelzenei karriert futott be, és 2001-ben kiadta debütáló albumát Katy Hudson címmel a Red Hill Records gondozásában, amely kereskedelmi szempontból sikertelen volt. 17 évesen Los Angelesbe költözött, hogy világi zenei pályára lépjen, és később felvette a „Katy Perry” művésznevet édesanyja leánykori nevéből. Miután az Island Def Jam Music Group és a Columbia Records is kirúgta, Perry végül 2007 áprilisában lemezszerződést kötött a Capitol Records-szal.
A One of the Boys (2008) című pop-rocklemezzel vált ismertté, amelyről olyan kislemezek jelentek meg, mint az I Kissed a Girl és a Hot n Cold. A kislemezek az amerikai Billboard Hot 100-as listán az első, illetve a harmadik helyig jutottak. Harmadik stúdióalbuma, a diszkó-hatású Teenage Dream 2010-ben jelent meg, további jelentős sikereket elérve vele. Az albumról öt kislemez – California Gurls, Teenage Dream, Firework, E.T., és Last Friday Night (T.G.I.F.) – ért el első helyezést az amerikai Billboard Hot 100-on, ezzel Perry lett a zenetörténelem első női előadója, akinek ez sikerült egy albumával elérni. A lemez újrakiadása Teenage Dream: The Complete Confection (2012) címmel jelent meg és kiadták róla a Part of Me című listavezető kislemezt. A felszabadulás témáját taglaló Prism (2013) című albumának két amerikai listavezető kislemeze volt, a Roar és a Dark Horse. A dalok videóklipjeivel Perry lett az első előadó, akinek több videója is elérte az egymilliárdos nézettséget a Vevón. Ezután kiadta a Witness (2017) és a Smile (2020) című albumait, majd megkezdte Las Vegas-i koncertrezidenciáját Play címmel (2021–2023), amelyet a kritikusok elismeréssel fogadtak és kereskedelmi sikernek bizonyult. Hetedik stúdióalbuma, a 143 2024. szeptember 20-án jelent meg.
Perry minden idők egyik legtöbb zenei kiadványt értékesítő előadója, több mint 143 millió lemezt adott el világszerte. A Capitol gondozásában megjelent összes stúdióalbuma külön-külön meghaladta az egymilliárd streamelést a Spotify-on, összesen elérve a hatmilliárd streamelést. Kilenc amerikai listavezető kislemeze, három amerikai listavezető albuma van, és számos elismerést kapott, többek között Billboard Spotlight-díjat (jelenleg az egyetlen női előadó, akinek van ilyen), négy Guinness Világrekordot, öt Billboard Music Awards-díjat, öt American Music Awards-díjat, egy Brit-díjat, és egy Juno-díjat. Perry 2011 és 2019 között minden évben szerepelt a Forbes éves listáján a legjobban kereső női zenészek között. A 2015-ös Super Bowl félidei show-előadása a második legnézettebb a Super Bowl-történelemben. A zeneiparon kívül 2012-ben kiadott egy önéletrajzi dokumentumfilmet Katy Perry: Part of Me címmel, Törpilla hangját adta a Hupikék törpikék filmsorozatban, 2017-ben pedig elindította saját cipőkollekcióját, a Katy Perry Collectionst. Perry az American Idol tizenhatodik évadában, 2018-ban kezdett el zsűritagként tevékenykedni. Emellett ő a legtöbb követővel rendelkező nő és a harmadik legtöbb követővel rendelkező személy a Twitteren, több mint 100 millió követővel.

## Élet és karrier

### 1984–1999: A kezdetek, családja
Mary Christine (leánykori nevén Perry) és Maurice Keith Hudson pünkösdi lelkészek gyermekeként született . Mindkét szülője a ’vad fiatalkor’ után a vallás felé fordult. Perry angol, német, ír és portugál felmenőkkel rendelkezik. Anyja révén Frank Perry filmrendező unokahúga. Van egy öccse, David, aki szintén énekes, és egy nővére, Angela.
Három és 11 éves kora között Perry gyakran költözött szerte az országban, mivel rendkívül szigorú szülei templomokat alapítottak, mielőtt ismét Santa Barbarában telepedtek le. Gyermekkorában vallásos iskolákba és táborokba járt, többek között az arizonai Paradise Valley keresztény iskolába és a kaliforniai Santa Barbara keresztény iskolába általános iskolás évei alatt. Családja anyagi gondokkal küzdött, néha étkezési utalványokat használt, és az élelmiszerbankból evett, amely Perry szülei templomának gyülekezetét is táplálta. Perry és testvérei nem ehettek Lucky Charms gabonapelyhet, mivel a „Lucky” szó Luciferre emlékeztette édesanyjukat, és az ördögtojást is „angyaltojásnak” kellett nevezniük. Perry elsősorban gospelzenét hallgatott, mivel a nem vallásos zenét a család otthonában általánosan tiltották. A könnyűzenét a barátaitól elcsent CD-ken keresztül fedezte fel. Perry később felidézett egy történetet arról, hogy egy barátja Alanis Morissette You Oughta Know-ját játszotta, ami hatással volt a dalszerzésre és az éneklésre.
Bár nem vallja magát szigorúan vallásosnak, kijelentette: „Állandóan imádkozom – önuralomért, alázatért”. Mivel olyan akart lenni, mint nővére, Angela, Perry úgy kezdett énekelni, hogy nővére kazettáival gyakorolt. A számokat szülei előtt adta elő, akik megengedték neki, hogy énekórákat vegyen, ahogy Angela is tette akkoriban. Kilencévesen kezdett el gyakorolni, és belépett szülei közösségébe, kilencéves korától 17 éves koráig énekelt a templomban. 13 évesen Perry születésnapjára megkapta első gitárját, és nyilvánosan előadta az általa írt dalokat. Fiatal felnőttként megpróbált „egy kicsit olyan lenni, mint a tipikus kaliforniai lány”, és tinédzserként görkorcsolyázni, gördeszkázni és szörfözni kezdett. Bátyja, David „tomboy”-ként jellemezte őt kamaszkorában, amiről Perry a One of the Boys című dalában beszél. Táncórákat vett, és megtanult szvingelni, Lindy Hopot és jitterbugot táncolni. Perry 15 évesen, a gimnázium első évében fejezte be a GED (General Educational Development) követelményeit, és elhagyta a Dos Pueblos középiskolát, hogy zenei karrierbe kezdjen.

### 2000–2006: Karrier kezdetei,Katy HudsonésFingerprints
Perry rövid ideig zeneórákat vett a Music Academy of the Westtől bérelt helyiségekben. Éneklése felkeltette a Tennessee állambeli Nashville-ben élő rockzenészek, Steve Thomas és Jennifer Knapp figyelmét, akik odavitték, hogy fejlessze írói képességeit. Nashville-ben elkezdett demókat felvenni, megtanult dalokat írni és gitározni. Perry leszerződött a Red Hill Recordshoz, és felvette debütáló albumát, egy kortárs keresztény lemezt Katy Hudson címmel, amely 2001. március 6-án jelent meg. Abban az évben Phil Joel Strangely Normal Tourjának részeként turnéra is indult, és más saját fellépésekbe is belevágott az Egyesült Államokban. A Katy Hudson vegyes kritikákat kapott a kritikusoktól, és kereskedelmi szempontból sikertelen volt, becslések szerint 200 példányban kelt el, mielőtt a kiadó decemberben beszüntette működését. A gospel zenéről a világi zenére áttérve Perry Glen Ballard producerrel kezdett dolgozni, és 17 évesen Los Angelesbe költözött. Azért döntött Ballarddal való együttműködés mellett, mert korábban Alanis Morissette-tel dolgozott együtt, aki az egyik fő inspirációja. 2003-ban rövid ideig Katheryn Perry néven lépett fel, hogy elkerülje az összetévesztést Kate Hudson színésznővel, később pedig felvette a „Katy Perry” művésznevet, anyja leánykori nevét használva. 2010-ben felidézte, hogy a Thinking of You volt az egyik első dal, amit Los Angelesbe költözése után írt. Perry a Hotel Caféban is fellépett, és új zenéket adott elő, amíg két lemezkiadó között volt.
2004-ben leszerződött Ballard kiadójához, a Java Recordshoz, amely akkoriban az Island Def Jam Music Grouphoz tartozott. Perry elkezdett dolgozni egy szólólemezen, amelynek 2005 márciusában kellett volna megjelennie, de a lemez a Java megszűnése után a polcra került. Ballard ezután bemutatta őt Tim Devine-nek, a Columbia Records A&R vezetőjének, és leszerződtette szólóénekesként. 2006 novemberére Perry befejezte az anyag írását és felvételét a Columbia lemezkiadó alatt kiadni tervezett Fingerprints című debütáló albumához (az ekkor készült anyag egy része a One of the Boys című lemezen is megjelent), amelynek megjelenését 2007-re ütemezték. A Fingerprints néhány olyan anyagát, amely nem került fel a One of the Boys-ra, más előadók kapták meg, például az I Do Not Hook Up és a Long Shot Kelly Clarksonhoz, a Rock God pedig Selena Gomez & the Scene-hez került.
Perry olyan dalszerzőkkel dolgozott együtt, mint Desmond Child, Greg Wells, Butch Walker, Scott Cutler, Anne Preven, a Matrix, Kara DioGuardi, Max Martin és Dr. Luke. Ráadásul miután Devine azt javasolta, hogy a dalszerző csapat, a Matrix váljon „igazi csapattá”, felvett velük egy albumot The Matrix címmel. A The Matrixot 2004-ben tervezték kiadni, de kreatív nézeteltérések miatt lefújták. A lemez 2009-ben jelent meg, a One of the Boys megjelenése után. Perryt 2006-ban kirúgták a Columbiától, amikor a Fingerprints már a befejezéshez közeledett. Miután a kiadó ejtette őt, egy független A&R cégnél, a Taxi Musicnál dolgozott.
Perrynek kisebb sikerei voltak az áttörése előtt. A Ballarddal közös albumára felvett egyik dal, a Simple szerepelt a 2005-ös The Sisterhood of the Traveling Pants című film soundtrackjén. Mick Jagger Old Habits Die Hard című dalában, amely a 2004-es Alfie című film soundtrackjén szerepelt, háttérvokálosként működött közre. 2004 szeptemberében a Blender magazin „a következő nagy dolognak” nevezte Perry-t. Háttérvokálokat vett fel a P.O.D. Goodbye for Now című kislemezéhez, 2006-ban szerepelt a videóklip végén, és előadta velük dalt a The Tonight Show with Jay Leno című műsorban. Abban az évben Perry szerepelt a Carbon Leaf Learn to Fly című dalának klipjében is, és eljátszotta akkori barátja, a Gym Class Heroes énekesének, Travie McCoy-nak a szerelmét a zenekar Cupid's Chokehold című klipjében.

### 2007–2009:One of the Boysés a világhírnév eljövetele
Miután a Columbia dobta Perryt, Angelica Cob-Baehler, aki akkoriban a kiadó reklámszakembere volt, elvitte Perry demóit a Virgin Records elnökének, Jason Flomnak. Flom meg volt győződve arról, hogy Perryből áttörő sztár lehet, és 2007 áprilisában leszerződtette a Capitol Records. A kiadó elintézte, hogy Dr. Luke-kal dolgozzon együtt, hogy a meglévő anyagát egy „tagadhatatlan slágerrel” egészítsék ki. Perry és Dr. Luke közösen írták az I Kissed a Girl és a Hot n Cold című dalokat második albumára, a One of the Boys-ra. Egy kampány indult a 2007 novemberében megjelent Ur So Gay című dalhoz készült videoklipjével, amelynek célja az volt, hogy bemutassa őt a zenei piacnak. Ugyanebben a hónapban egy azonos című digitális EP is megjelent. Madonna segített a dal népszerűsítésében azzal, hogy 2008 áprilisában a JohnJay & Rich rádióműsorban dicsérte a dalt, és kijelentette, hogy az Ur So Gay akkoriban a „kedvenc dala” volt. 2008 márciusában Perry a Futótűz „Life's Too Short” című epizódjában egy klubénekesnő szerepében tűnt fel, majd júniusban a Nyughatatlan fiatalok című sorozatban egy fotózáson saját maga szerepében jelent meg a sorozat „Restless Style” magazinja számára.

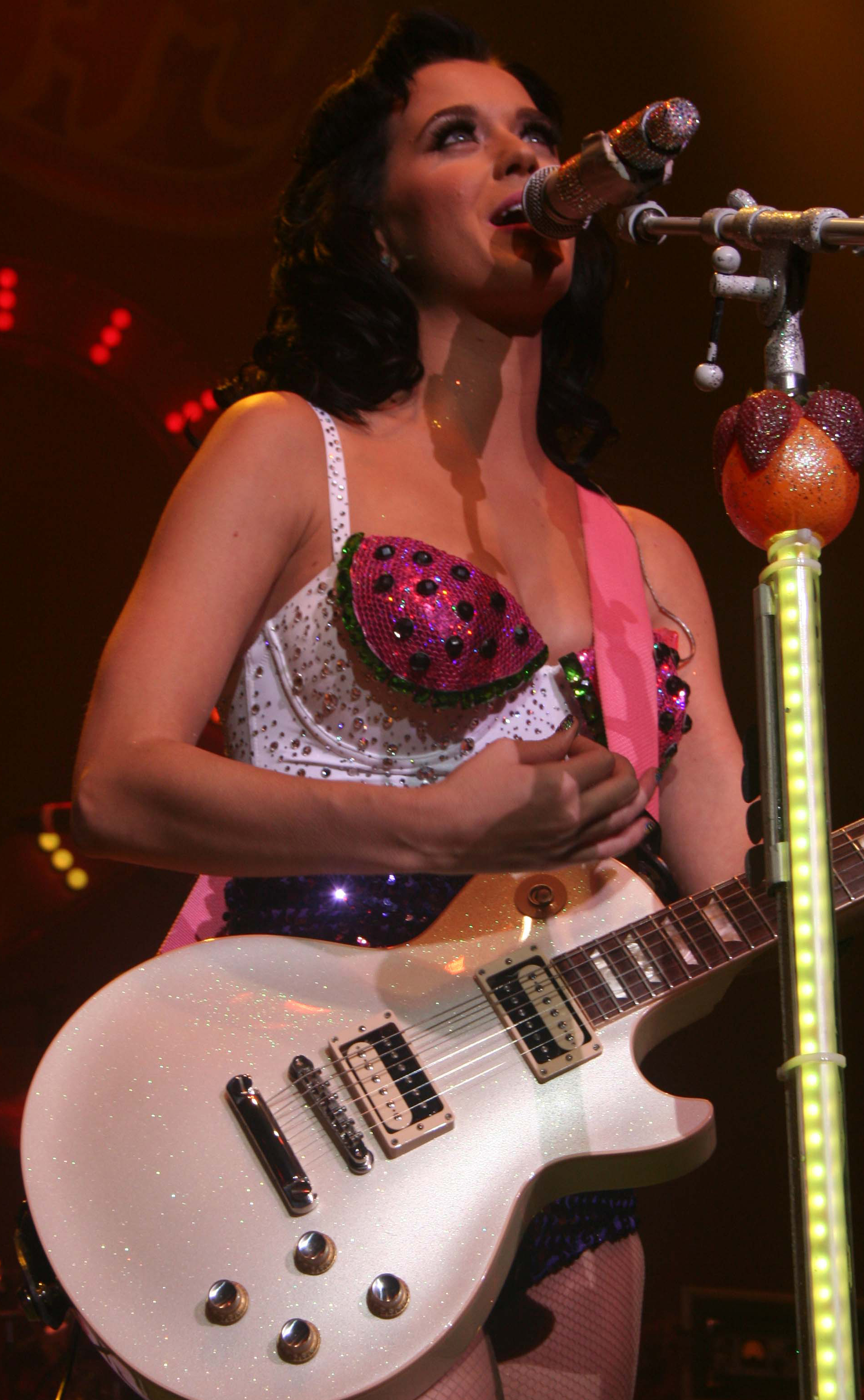
Katy Perry fellépés közben New Yorkban (2009)

Perry 2008. április 28-án adta ki első kislemezét a Capitol alatt, az I Kissed a Girl-t, a One of the Boys album első kislemezeként. Az első állomás, amely felvette a dalt, a nashville-i WRVW volt, amelyet az első három napban elárasztottak a lelkes hívások. A szám első helyezést ért el az amerikai Billboard Hot 100-as listáján. Az I Kissed a Girl vitát váltott ki mind a vallási, mind az LMBT csoportok körében. Az előbbiek a homoszexuális témát kritizálták, míg az utóbbiak azzal vádolták, hogy a biszexuális kíváncsiságot lemezeladásra használja fel. Azokra a találgatásokra reagálva, hogy szülei ellenezték a zenéjét és karrierjét, Perry az MTV-nek azt mondta, hogy nekik nincs problémájuk a sikerével. A 2008. június 17-én megjelent One of the Boys vegyes kritikákat kapott, és a kilencedik helyet érte el az amerikai Billboard 200-as listán. Az albumból világszerte 7 millió példányt adtak el. A Hot n Cold szeptemberben jelent meg, és az album második sikeres kislemeze lett, a Billboard Hot 100-as listáján a harmadik helyig jutott, míg Németországban, Kanadában, Hollandiában és Ausztriában a toplisták élére került. Később a Thinking of You és a Waking Up in Vegas című kislemezek 2009-ben jelentek meg, és a Hot 100 top 30-as mezőnyébe kerültek. A The Matrix azonos című debütáló albuma, amelyet Perry 2004-ben rögzített a zenekarral, 2009. január 27-én jelent meg az iTunes-on, szóló sikerének köszönhetően.
Miután befejezte a 2008-as Warped Tourt, Perry 2008 novemberében az MTV Europe Music Awards házigazdája volt, ahol elnyerte A legjobb új előadónak járó díjat. A 2009-es Brit Awards-on A legjobb nemzetközi női szólóénekesnőnek járó díjat is elnyerte. Perry 2009 januárja és novembere között indult első világkörüli turnéjára, a Hello Katy Tourra, hogy népszerűsítse a One of the Boys című albumot. 2009. augusztus 4-én a No Doubt 2009-es nyári turnéjának egyik felvezető előadójaként lépett fel. Perry 2009 novemberében a 2009-es MTV Europe Music Awards házigazdája is volt, ezzel ő lett az első, aki két egymást követő európai díjátadó ceremóniát vezetett. 2009. július 22-én Perry felvett egy élő albumot MTV Unplugged címmel, amelyen a One of the Boys öt számának akusztikus előadása, valamint egy új dal, a Brick by Brick és a Fountains of Wayne Hackensack című dalának feldolgozása szerepelt. 2009. november 17-én jelent meg. Perry két kislemezen is szerepelt más előadókkal; 2009 szeptemberében a coloradói 3OH!3 zenekar Starstrukk című dalának remixén, három hónappal később pedig a Timbalanddel közös If We Ever Meet Again című duettjén, a Shock Value II című albumról. A Guinness Világrekordok Könyvének 2010-es kiadásában elismerték őt, mint a „Legjobb indulás az amerikai digitális listákon női előadó által”, több mint kétmillió példányban eladott digitális kislemezért.
Miután Perry és Travie McCoy 2008 decemberében szakítottak, rövid időre kibékültek, mielőtt 2009-ben véget vetettek kapcsolatuknak. Perry 2009 nyarán ismerkedett meg későbbi férjével, Russell Branddel, amikor a Felhangolva című filmjének egyik cameo szereplését forgatta. Perry jelenete, amelyben csókolózik a férfival, nem szerepel a filmben. Branddel azután kezdett randizni, hogy szeptemberben, a 2009-es MTV Video Music Awards-on újra találkozott vele. A pár 2009. december 31-én jegyezte el egymást, amikor az indiai Rajasthanban nyaraltak.

### 2010–2012:Teenage Dreamés házasság
Miután feltűnt az American Idolban vendégzsűritagként, Perry 2010. május 7-én kiadta a California Gurls című dalt Snoop Dogg közreműködésével. A dal volt a harmadik stúdióalbumának, a Teenage Dreamnek az első kislemeze, és júniusban a Billboard Hot 100-as listájának első helyére került. Még abban a hónapban vendégzsűritag volt a brit The X Factorban, mielőtt júliusban megjelentette az album második kislemezét, a címadó Teenage Dreamet. A Teenage Dream szeptemberben a Billboard Hot 100-as listájának első helyére került. A 2010. augusztus 24-én megjelent Teenage Dream album a Billboard 200-as lista első helyén debütált, és vegyes kritikákat kapott a zenei kritikusoktól. Azóta világszerte 6 millió példányban kelt el. A Teenage Dream 2011-ben elnyerte Az év nemzetközi albumának járó Juno-díjat. Októberben jelent meg a Firework című dal az album harmadik kislemezeként. 2010. december 8-án ez lett az album harmadik egymást követő listavezető dala a Billboard Hot 100-as listáján.
Az E.T. Kanye West közreműködésével 2011. február 16-án jelent meg a Teenage Dream negyedik kislemezeként. Öt nem egymást követő héten keresztül vezette a Billboard Hot 100 listáját, és ezzel a Teenage Dream lett a kilencedik olyan album a zenetörténelemben, amelyről négy listavezető dal jelent meg. A Last Friday Night (T.G.I.F.) ötödik kislemezként júniusban jelent meg, és augusztus 17-én a Hot 100-as lista élére került. Ezzel Katy lett az első női előadó, akinek egy albumáról öt kislemeze is elérte az első helyet az amerikai Billboard Hot 100-on. Legutóbb Michael Jacksonnak sikerült hasonló sikereket elérnie Bad (1987) című albumával. Ezért a rekordért 2011 novemberében tiszteletbeli American Music Award-díjat kapott, 2013-ban pedig Guinness-rekordként is elismerték. Szeptember 7-én új rekordot állított fel azzal, hogy ő lett az első előadó, aki 69 egymást követő hetet töltött a Hot 100-as lista első tíz helyén. Miután a The One That Got Away című dal októberben megjelent az album hatodik kislemezeként, a Teenage Dream lett a harmadik olyan album Janet Jackson Rhythm Nation 1814 és George Michael Faith című albuma után, amely a Billboard Hot 100-as listáján hat Top 5-ös helyezést ért el. A dal az Egyesült Államokban a harmadik, Kanadában pedig a második helyen végzett.

2012. január 5-én Perry a Nielsen SoundScan szerint 37,6 millió darabos eladással a hatodik legkelendőbb digitális előadó lett az Egyesült Államokban. Abban a hónapban ő lett az első előadó, akinek négy dala is több mint 5 millió digitális egységben kelt el, amikor az E.T. elérte ezt a határt a Firework, a California Gurls és a Hot N Cold mellett. Február 13-án a Capitol kiadta a Teenage Dream: The Complete Confection című album első kislemezét, a Part of Me-t, amely a Billboard Hot 100-as listájának első helyén debütált, és Perry összesen hetedik kislemeze lett, amely a lista élére került. A Teenage Dream: The Complete Confection 2012. március 23-án jelent meg, és a Teenage Dream újrakiadásaként szolgál. A Wide Awake május 22-én jelent meg az újrakiadás második kislemezeként, és a Billboard Hot 100-as listáján a második, Kanadában és Új-Zélandon pedig az első helyen végzett.

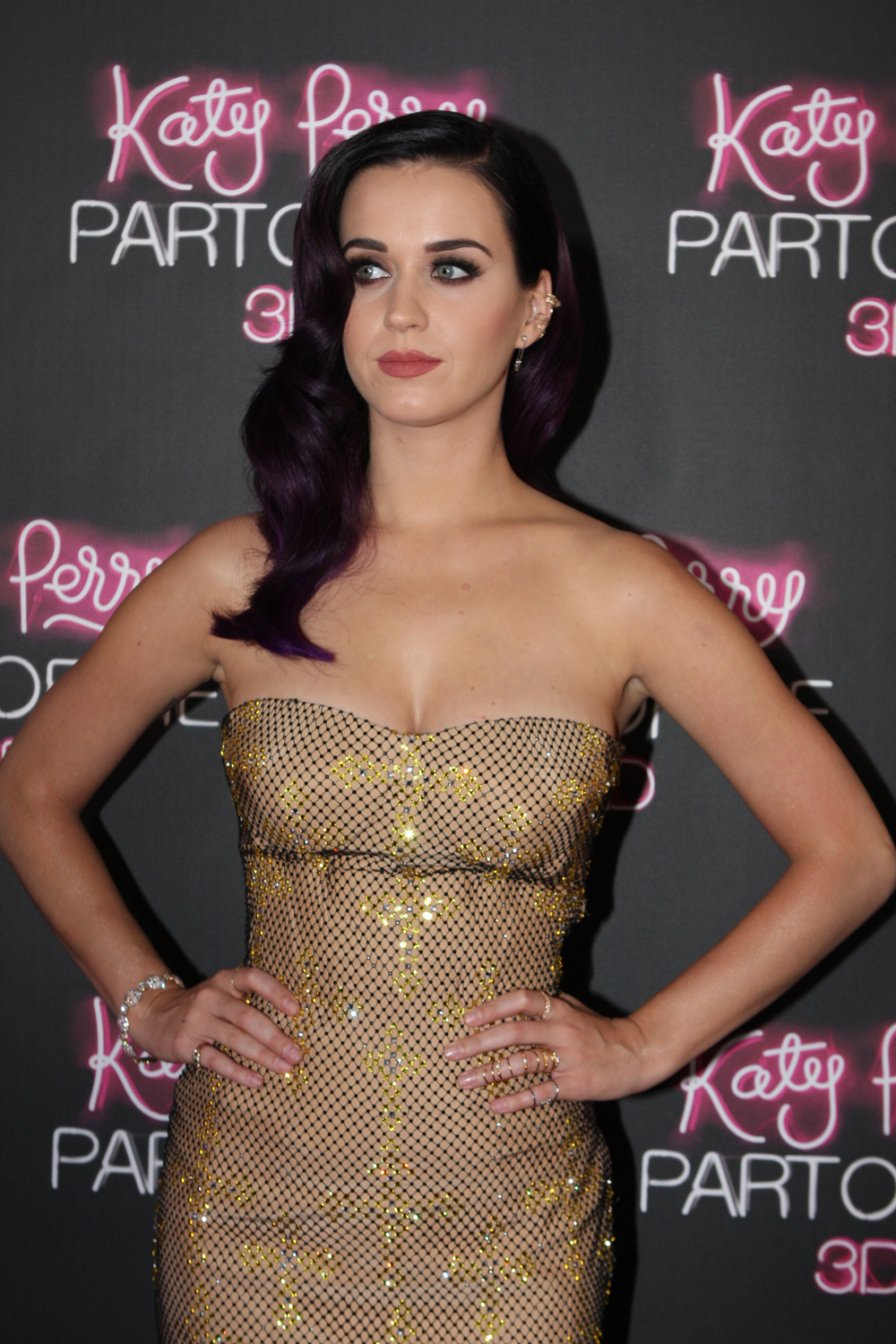
Katy Perry 2012-ben a Katy Perry: Part of Me című életrajzi dokumentumfilmjének bemutatóján Sydney-ben. A film 32,7 millió dolláros bevételt hozott.

Perry 2011 februárjában útjának indította második turnéját California Dreams Tour címmel a Teenage Dream népszerűsítésére. A turné 2012 januárjában fejeződött be és világszerte 59,5 millió dolláros bevételt hozott, valamint a 2011-es MTV Europe Music Awards-on Perry elnyerte A legjobb élő előadásnak járó díjat. 2011. szeptember 23-án fellépett a 2011-es Rock in Rio fesztivál nyitónapján Elton Johnnal és Rihannával együtt. 2010 szeptemberében Perry a tervek szerint szerepelt volna a Szezám utca 41. évadának premierjében. Miután a jelenetét feltöltötték a YouTube-ra, a nézők kritizálták Perry fedetlen dekoltázsát. Négy nappal a tervezett adás előtt a Sesame Workshop bejelentette, hogy a szegmens nem kerül adásba a televízióban, de online továbbra is megtekinthető lesz. Perry ezt követően gúnyolódott a vitán a Saturday Night Live-ban, ahol zenei vendégként szerepelt, és egy Elmo-témájú pólót viselt.
2010 decemberében Perry játszotta Moe Szyslak barátnőjét a Simpson család karácsonyi epizódjának „The Fight Before Christmas” című élőszereplős részében. 2011 februárjában vendégszerepelt az Így jártam anyátokkal „Oh Honey” című epizódjában, ahol egy Honey nevű nőt alakított. A szerepért 2012 januárjában elnyerte a People’s Choice Award díját a Kedvenc televíziós vendégszereplő kategóriában. 2011. július 29-én debütált a filmvásznon a Hupikék törpikék című 3D-s családi mozifilmben, mint Törpilla. A film világszerte pénzügyi sikert aratott, míg a kritikusok többnyire negatív kritikákat adtak róla. 2011. december 10-én ő volt a Saturday Night Live házigazdája, az epizód zenei vendége pedig Robyn volt. Perry munkája az epizódban általában pozitív kritikákat kapott a kritikusoktól, akik dicsérték az epizód digitális rövidfilmjében nyújtott alakítását, amelyben ő és Andy Samberg szerepelt. 2012 márciusában vendégszerepelt Rikki börtönőrként a Nevelésből elégséges című sorozat „Single White Female Role Model” című epizódjában. 2012. július 5-én jelent meg Perry önéletrajzi dokumentumfilmje Katy Perry: Part of Me címmel és a Paramount Pictures forgalmazásában került a mozikba. A film pozitív kritikákat kapott, és világszerte 32,7 millió dollárt hozott a kasszáknál.
Perry akkor kezdett üzleti vállalkozásba, amikor 2010 novemberében piacra dobta első illatát, a Purr-t. Második illata, a Meow! 2011 decemberében jelent meg. Mindkét parfümöt a Nordstrom áruházakon keresztül forgalmazták. Az Electronic Arts felkérte Perry-t, hogy reklámozza a The Sims 3: Vár a színpad című kiegészítő játékát. 2012 júniusban kiadásra került a The Sims 3: Katy Perry's Sweet Treats című kiegészítő csomag, melyben Perry által inspirált új frizurák, bútorok és kiegészítők kerültek bemutatásra. A következő hónapban ő lett a Popchips szóvivője és nagykövete, és befektetett a vállalatba. A Billboard 2012-ben az „Év nőjének” választotta.
2010. október 23-án kötött házasságot Russell Branddel egy hagyományos hindu szertartás keretében az indiai Ranthambhore tigrisrezervátum közelében, Rajasthanban. 2011. december 30-án Brand bejelentette, hogy 14 hónapnyi házasság után elválnak. Perry később azt állította, hogy a házasságuk végéhez az egymásnak ellentmondó karriertervek és a férfi gyermekvállalási vágya vezetett, mielőtt a nő készen állt volna, és hogy soha többé nem beszélt vele, miután küldött neki egy SMS-t, hogy elválik tőle, míg Brand azt állította, hogy a kereskedelmi sikere és az aktivizmustól való vonakodása miatt vált el tőle. Perry a kezdetben zaklatott volt a válásuk miatt, és azt mondta, hogy öngyilkosságot fontolgatott. Miután a házasság 2012-ben véget ért, Perry még augusztusban kapcsolatot kezdett John Mayer énekessel.

### 2013–2015:Prismés Super Bowl XLIX félidei show
Perry 2012 novemberében elkezdett dolgozni negyedik albumán, a Prism-en. A Billboardnak elmondta: „Pontosan tudom, hogy milyen lemezt szeretnék legközelebb elkészíteni. Tudom a borítót, a színvilágot és a hangzást”, és „még azt is tudom, milyen turnéra megyek legközelebb. Nagyon örülni fogok, ha a fejemben lévő vízió valósággá válik”. Miután 2012 júniusában eredetileg azt mondta a L’Uomo Vogue-nak, hogy házassága végét követően „sötétebb elemeket” tervezett a Prism-en, az énekesnő a 2013-as MTV Video Music Awards során elárulta az MTV-nek, hogy az önreflexiós időszakok után megváltoztatta az album irányát. Perry így nyilatkozott: „Nagyon prizmaszerűnek éreztem magam”, ami az album címét is ihlette. A Roar 2013. augusztus 10-én jelent meg a Prism első kislemezeként. A dalt az MTV Video Music Awards-on népszerűsítette, ami után a Billboard Hot 100-as listáján az első helyre került. Az Unconditionally a Prism második kislemezeként jelent meg 2013. október 16-án, és a 14. helyen végzett az Egyesült Államokban.

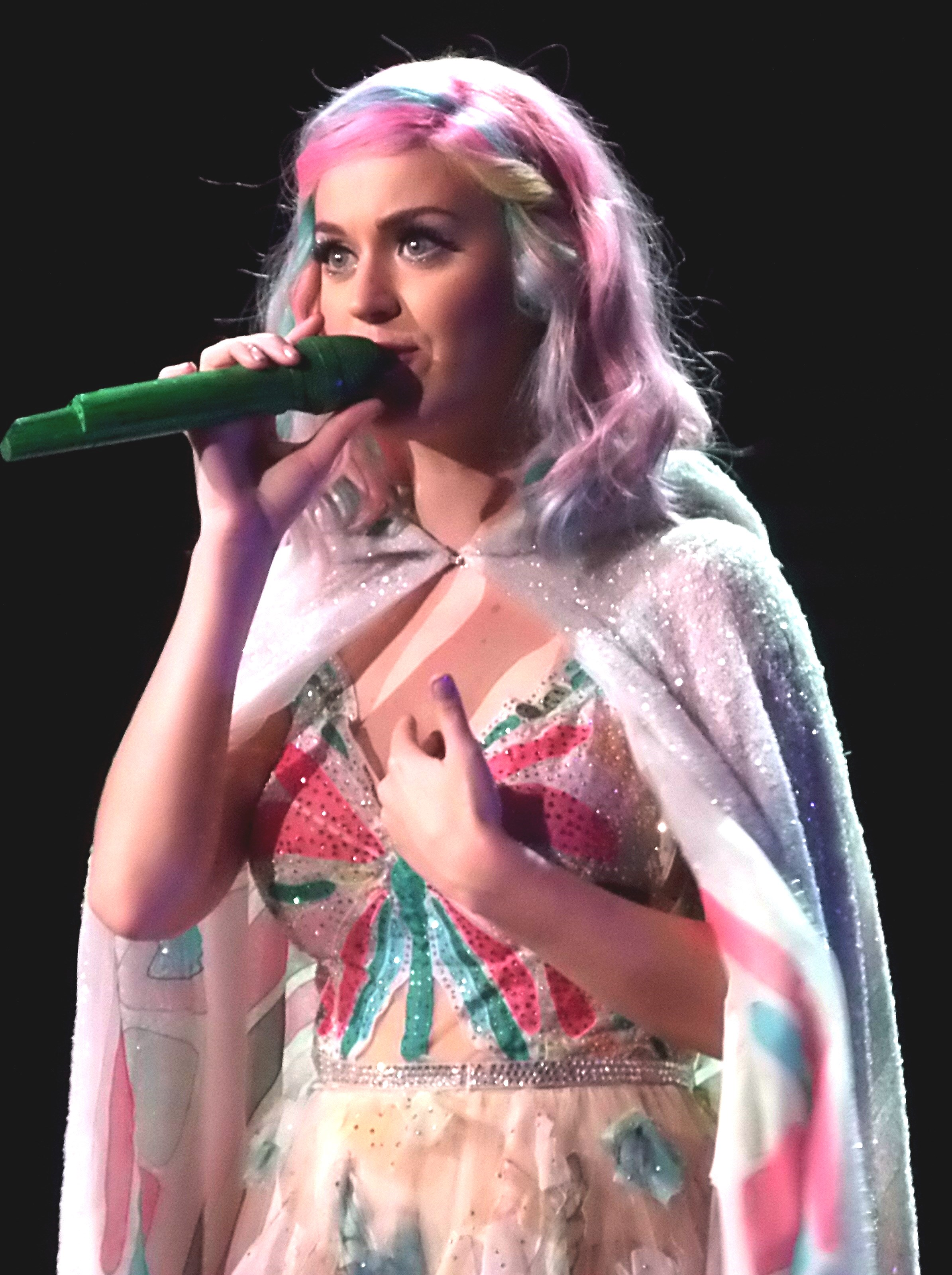
Katy Perry fellépés közben a The Prismatic World Tour elnevezésű turnéján (2014)

A Prism 2013. október 18-án jelent meg, és 2015 augusztusáig 4 millió példányban kelt el. Kedvező kritikákat kapott a kritikusoktól, és a Billboard 200-as listán az első helyen debütált. Négy nappal később Perry a Los Angeles-i iHeartRadio Theaterben adta elő az album dalait. A Juicy J-vel közös Dark Horse az album harmadik kislemezeként jelent meg 2013 decemberében, és a következő hónapban Perry kilencedik amerikai listavezető kislemeze lett. 2014-ben a Birthday és a This Is How We Do jelentek meg az album negyedik és ötödik kislemezeként, és a Hot 100 Top 25-ös mezőnyébe kerültek. Mielőtt 2014 februárjában véget vetett Mayerrel való kapcsolatának, felvett vele egy duettet Who You Love címmel a férfi Paradise Valley című albumára. A dal 2013. augusztus 12-én jelent meg. Perry harmadik önálló turnéja, a The Prismatic World Tour 2014 májusában kezdődött és 2015 októberében ért véget. Közel 2 millió jegyet adtak el rá, és világszerte 204,3 millió dolláros bevételt hozott, Perry pedig elnyerte a 2014-es Billboard Touring Awards „Top Package” díját. A 2015-ös Rock in Rio fesztiválon is fellépett 2015. szeptember 27-én.
2014. november 23-án az NFL bejelentette, hogy 2015. február 1-jén Perry fog fellépni a Super Bowl XLIX félidei show-műsorában. A műsor vendégelőadói Lenny Kravitz és Missy Elliott voltak. Előadását a kritikusok elismeréssel fogadták, és a Guinness World Records két nappal az énekesnő félidei show-műsora után bejelentette, hogy 118,5 millió nézőt vonzott az Egyesült Államokban, és ezzel a Super Bowl történetének legnézettebb show-műsora lett. A nézettség magasabb volt, mint maga a mérkőzésé, amelyet átlagosan 114,4 millióan követtek.
A Nemzetközi Hanglemezipari Szövetség (IFPI) az ötödik helyre sorolta a 2013-as év legjobb globális előadóinak listáján. 2014. június 26-án az Amerikai Hanglemezgyártók Szövetsége (RIAA) minden idők legjobb digitális előadójának nyilvánította, mivel 72 millió digitális kislemezt adott el az Egyesült Államokban. 2014 májusában Mark Ryden festőművész Perryről készített portréja szerepelt a „The Gay 90s” című kiállításán, amelyet a Los Angeles-i Kohn Galériában mutattak be. Több más művésszel együtt a Daisy Bell (Bicycle Built for Two) című dalának feldolgozását is rögzítette a kiállításhoz kapcsolódó, The Gay Nineties Old Tyme Music: Daisy Bell című, limitált kiadású konceptalbumon. Ebben a hónapban Will Cotton festőművész Perryről készített portréja bekerült az Egyesült Államok Nemzeti Portré Galériájába. 2015. november 23-án Perry szerepelt a H&M ünnepi reklámkampányában, amelyhez az Every Day Is a Holiday című dalt írta és rögzítette. 2014. június 17-én Perry bejelentette, hogy Metamorphosis Music néven saját lemezkiadót alapított a Capitol Records alatt. Ferras volt az első előadó, aki szerződést kapott a kiadójától, és Perry executive producerként működött közre az önmagáról elnevezett EP-jén. Az EP-n egy duettet is felvett vele, melynek címe Legends Never Die. A kiadót később átnevezték Unsub Records-ra.
Zenei karrierjén kívül Perry visszatért Törpilla szerepébe a Hupikék törpikék 2.-ben, amely 2013. július 31-én került a mozikba. Elődjéhez hasonlóan a második rész is pénzügyi sikert aratott, de a kritikusok elmarasztalták. 2014 márciusában vendégszerepelt önmagát alakítva a Kroll Show „Blisteritos Presents Dad Academy Graduation Congraduritos Red Carpet Viewing Party” című epizódjában. A Killer Queen 2013 augusztusában jelent meg  Perry harmadik illatként a Coty, Inc. forgalmazásában. 2014 januárjában Madonna Art for Freedom kezdeményezésének vendégkurátora lett. 2015 márciusában megjelent a Brand: A Second Coming című dokumentumfilmben, amely volt férje, Russell Brand átmenetét követi a vígjátéki munkákból az aktivizmusba, és az Epixen keresztül megjelentette a Katy Perry: The Prismatic World Tour című koncertfilmet, amely az azonos című turnéja alatt készült. Perry 2015 júniusában Madonna Bitch I’m Madonna című dalának klipjében is szerepelt egy cameo-szerepben. A következő hónapban újabb illatot adott ki a Coty-val, Mad Potion címmel. 2015 szeptemberében szerepelt a Katy Perry: Making of the Pepsi Super Bowl Halftime Show című dokumentumfilmben, amely Perry felkészülését követte nyomon a Super Bowl fellépésére, valamint a Jeremy Scott: The People's Designer című filmben, amely Jeremy Scott tervező életét és karrierjét követte nyomon. Perry 2015 decemberében adta ki a Glu Mobile-on keresztül a Katy Perry Pop című mobilalkalmazást, amelyben az ő karaktere segít a játékosoknak híres zenészekké válni. Úgy jellemezte, hogy „a legszórakoztatóbb, legszínesebb világ, amely segít eligazodni a zenei álmaidban”.

### 2016–2019:WitnessésAmerican Idol
Perry 2016 júniusában kezdett dalokat írni új albumához, és felvett egy himnuszt az NBC Sports 2016-os nyári olimpiai játékok közvetítéséhez Rise címmel, amely a következő hónapban jelent meg. Perry úgy döntött, hogy inkább önálló számként adja ki, minthogy az albumára tartogassa, „mert most jobban, mint valaha, szükség van arra, hogy a világunk egyesüljön”. Az NBC is úgy érezte, hogy üzenete „közvetlenül az olimpia és a sportolók szellemiségéhez szól” az inspiráló témák miatt. A dal Ausztráliában az első, az Egyesült Államokban pedig a tizenegyedik helyig jutott.

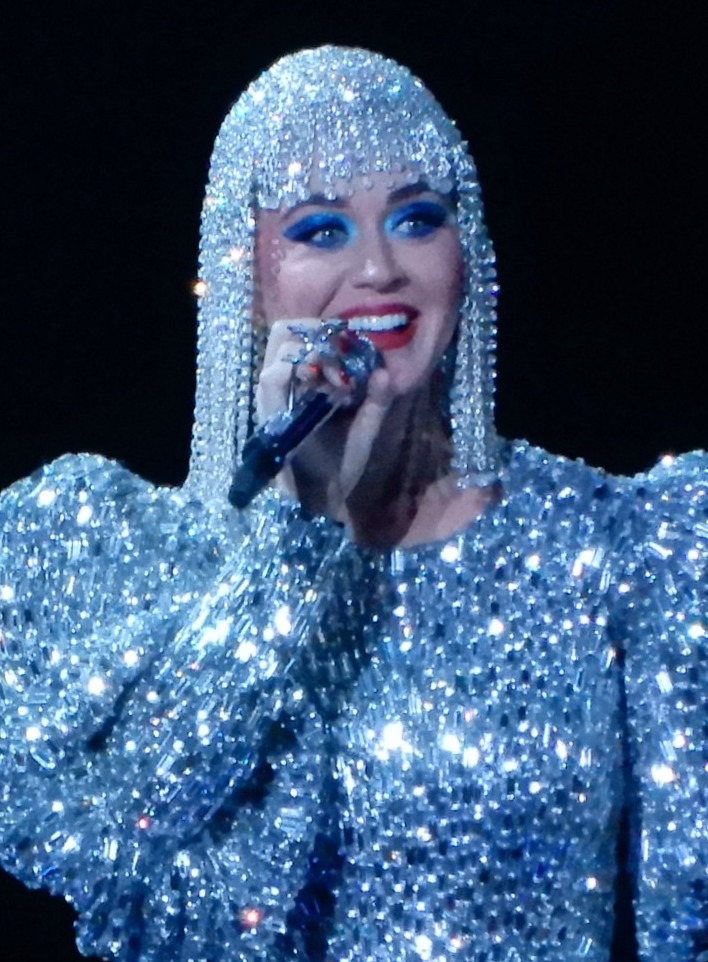
Katy Perry a Witnessː The Tour elnevezésű turnéján 2017-ben New Yorkban

2016 augusztusában Perry kijelentette, hogy arra törekszik, hogy olyan hanganyagot hozzon létre, amely „összeköt, kapcsolódik és inspirál”, és Ryan Seacrestnek azt mondta, hogy „nem sietteti” ötödik albumát, és hozzátette: „Csak nagyon jól érzem magam, de kísérletezem és kipróbálok különböző producereket, különböző munkatársakat és különböző stílusokat”. 2017. február 10-én Perry kiadta az album első kislemezét, a Chained to the Rhythm-t Skip Marley közreműködésével. A dal Magyarországon az első, az Egyesült Államokban pedig a negyedik helyig jutott. A számot 24 órán belül több mint hárommilliószor streamelték a Spotify-on, megdöntve ezzel a zenei streaming-szolgáltatás akkori rekordját, amely a legmagasabb első napi streamelés volt női előadótól. Az album második kislemeze, a Migos-szal közös Bon Appétit még áprilisban megjelent. A harmadik kislemez, a Swish Swish Nicki Minaj közreműködésével készült, és a következő hónapban jelent meg. Az Egyesült Államokban az 59. és a 46. helyen végeztek, Kanadában pedig a top 15-be kerültek.
A Witness című album 2017. június 9-én jelent meg, vegyes kritikákat kapott, és az első helyen debütált az Egyesült Államokban. Az album megjelenése alkalmából Perry négy napon keresztül élőben közvetítette magát a YouTube-on Katy Perry Live: Witness World Wide címmel, amely június 12-én egy élő koncerttel zárult. Az élő közvetítés több mint 49 millió nézőt generált 190 országból. Nem sokkal később elindult a Witness: The Tour elnevezésű turnéjára, amely 2017 szeptemberében kezdődött és 2018 augusztusában ért véget. 2017. június 15-én Calvin Harris kiadta a Feels című dalt a Funk Wav Bounces Vol. 1 című albumáról, amelyen Perry, Big Sean és Pharrell Williams is közreműködött. A dal első helyezést ért el az Egyesült Királyságban.
Perry ezt követően felvette a Kedves Evan Hansen musical Waving Through a Window című dalának feldolgozását a cast recording deluxe kiadásához, amely 2018. november 2-án jelent meg. A műsor alkotói, Benj Pasek és Justin Paul felkérték Perryt, hogy dolgozza fel a dalt, és népszerűsítse a musical országos turnéját, és felhívja a figyelmet a mentális egészségre. Még abban a hónapban Perry kiadta a Cozy Little Christmas című dalt. A Final Fantasy Brave Exvius című játékhoz felvette az Immortal Flame című dalt, és egy játszható karaktert is róla mintáztak.
A zenei tevékenységen kívül Perry a 2016 februárjában bemutatott Zoolander 2. című filmben is feltűnt önmagát alakítva. 2017 februárjában az énekesnő piacra dobott egy cipőkollekciót „Katy Perry Collections” címmel. Cipői kaphatók a Katy Perry Collections weboldalán, valamint olyan kiskereskedőknél, mint a Dillard's és a Walmart. Augusztusban a 2017-es MTV Video Music Awards házigazdája volt. 2018 márciusában  az ABC csatorna American Idol című tehetségkutató műsorának zsűritagja lett, amelyért 25 millió dolláros fizetséget kapott a készítőktől. Perry 2016 elején kezdett kapcsolatot Orlando Bloommal, és a pár 2019. február 14-én eljegyezte egymást.

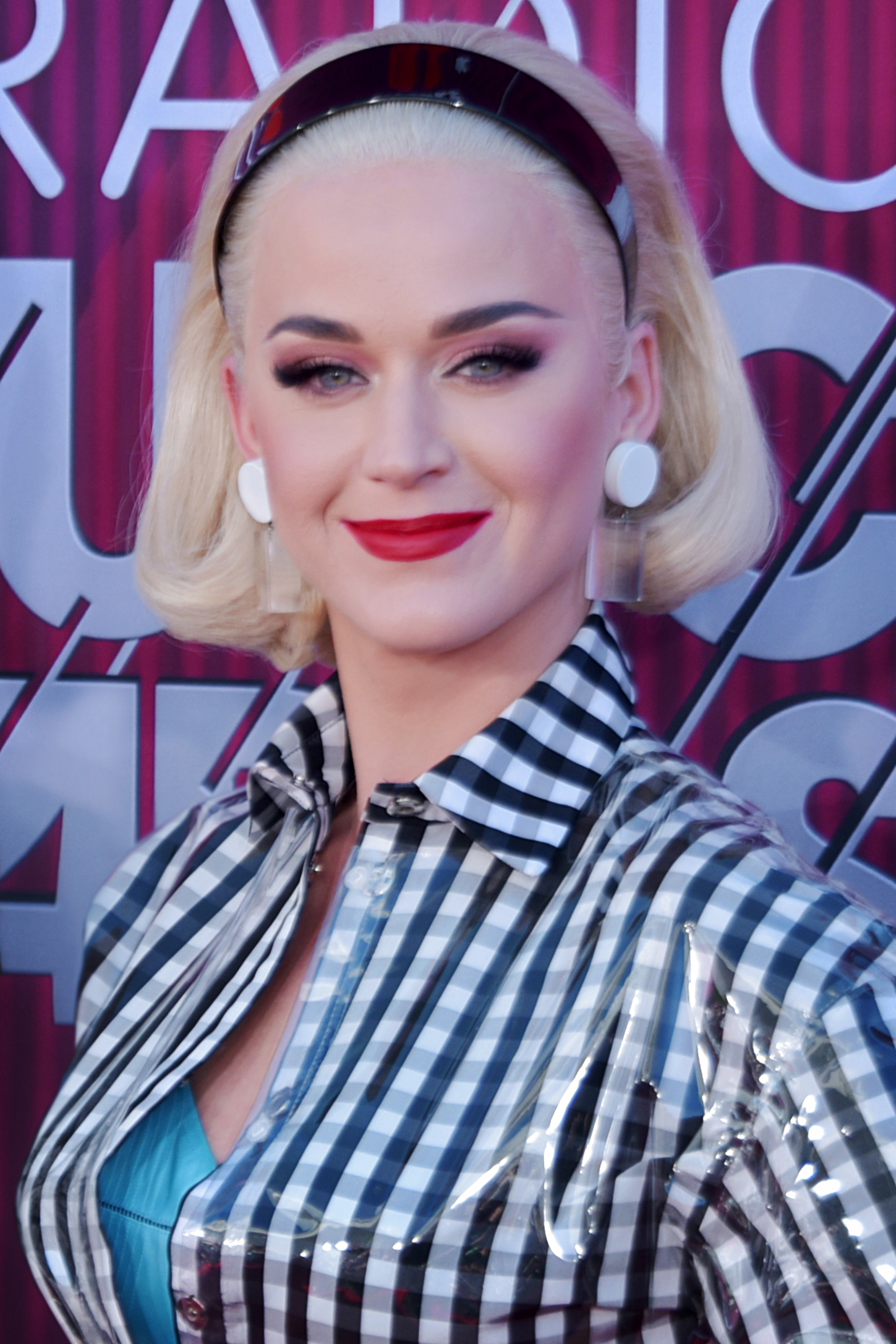
Katy Perry a 2019-es iHeartRadio Music Awards-on

A 61. Grammy-díjátadón Perry Dolly Parton és Kacey Musgraves mellett adta elő a Here You Come Again című dalt, a Parton iránti tiszteletadás részeként. Négy nappal később kiadta a 365 című dalt Zedd-del közösen. Áprilisban Perry szerepelt Daddy Yankee Con Calma című dalának remixén, amelyben Snow is közreműködött. Ezt követte a Never Really Over című kislemez május 31-én, a Small Talk augusztus 9-én és a Harleys in Hawaii október 16-án. A Never Really Over különösen nagy elismerést kapott a kritikusoktól.
2019 júniusában Perry szerepelt Taylor Swift You Need to Calm Down című dalának videóklipjében. Júliusban egy kaliforniai esküdtszék egy egyhetes tárgyalást követően ítéletet hozott arról, hogy Perry a Dark Horse című dalával lemásolta Flame 2008-as Joyful Noise című dalát, miután utóbbi szerzői jogi pert indított, azt állítva, hogy dalát engedély nélkül használta fel; az ítéletet később hatályon kívül helyezték. Az első ítélet után az esküdtszék 550 000 dollár megfizetésére kötelezte az énekesnőt. A következő hónapban Josh Kloss, Perry színésztársa a Teenage Dream című videóklipből, szexuális visszaéléssel vádolta meg. Egy Instagram-posztban Kloss azt állította, hogy egy korcsolyapályán tartott buli során Perry felhúzta a melegítőnadrágját és az alsónadrágját, és ezzel felfedte a péniszét a férfi barátai előtt. Azt is mondta, hogy a menedzsmentje megakadályozta, hogy beszéljen az énekesnővel töltött időszakról. Johnny Wujek, kreatív igazgató azonban megvédte Perryt, mondván, hogy „soha nem tenne ilyesmit”, és azzal vádolta Kloss-t, hogy „folyamatos megszállottságot” érez iránta. Miután kezdetben tartózkodott a reagálástól, mivel úgy vélte, hogy az elvont volna a Me Too-mozgalomtól, Perry is tagadta Kloss állításait.

### 2020–2023:Smile, anyaság, és Las Vegas-i rezidencia
Miután 2020 márciusában megjelent a Never Worn White című kislemeze, Perry a hozzá tartozó videóklipben felfedte, hogy első gyermekét várja Bloommal. A Daisies, a hatodik albumának első kislemeze 2020. május 15-én jelent meg. A második kislemezdal, a Smile két hónappal később követte. A szintén Smile címet viselő album 2020. augusztus 28-án jelent meg. Két nappal a megjelenés előtt megszületett Daisy Dove Bloom nevű lánya. Az album vegyes kritikákat kapott, és az ötödik helyen debütált az Egyesült Államokban. Perry négy válogatás EP-vel népszerűsítette tovább az albumot: Camp Katy, Empowered, Scorpio SZN és Cosmic Energy. Ezeket az EP-ket 2020 decemberében követte a Not the End of the World című kislemez, amelyhez egy videóklip is készült, amelyben Zooey Deschanel személyesíti meg Perryt. Emellett különböző előadókkal együttműködve két remixet készített a Smile album számaiból. Tiësto remixe a Resilient című dalból Aitana közreműködésével 2020 novemberében, míg Bruno Martini remixe a Cry About It Later című dalból Luísa Sonza közreműködésével 2021 áprilisában jelent meg.

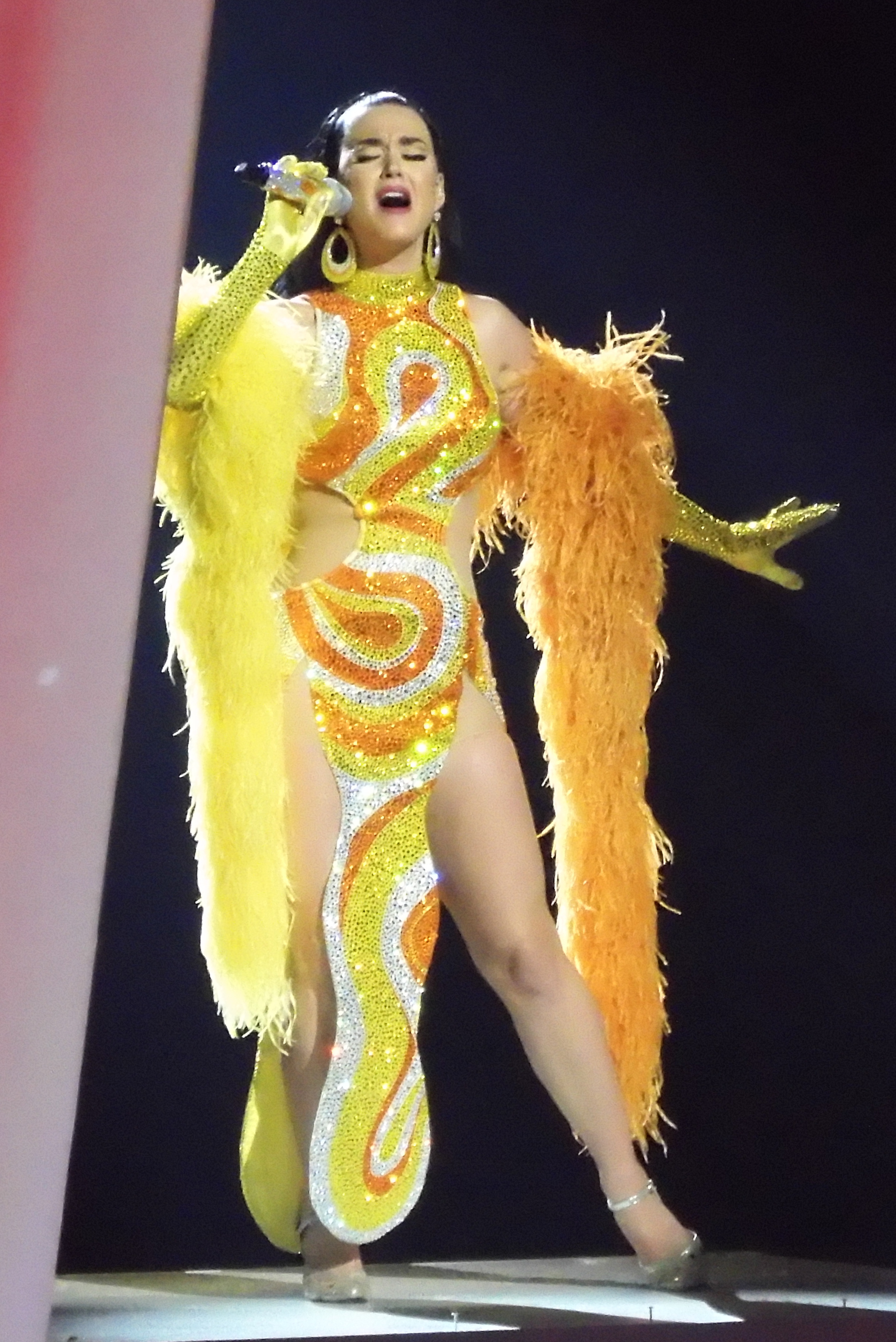
Katy Perry a Play elnevezésű Las Vegas-i koncertrezidenciáján 2022-ben

2021. január 20-án Perry előadta Firework című dalát Joe Biden elnöki beiktatása alkalmával a Celebrating America elnevezésű koncerten. Négy hónappal később Electric címmel új kislemezt adott ki, amely a Pokémon megjelenésének 25. évfordulója alkalmából készült.
2021. december 29-én kezdte meg Play című koncertrezidenciáját a Resorts World Las Vegasban. A műsor a Covid19-zárlatok idején jött létre, Perryt a Drágám, a kölykök összementek!, a Pee-wee's Playhouse és a Pee Wee nagy kalandja című filmek ihlették. Úgy jellemezte, hogy „nagyobb, mint az élet” és „a leghülyébb, legcampesebb show, amit valaha is csináltam”. A műsort a kritikusok elismeréssel fogadták, Melinda Sheckells a Billboardtól azt írta, hogy „[a Play] teltházas premierje részben fantázia, részben hallucináció és alaposan camp stílusú.” A teltházas premier mellett a Santa Barbara Independent arról számolt be, hogy Perry szerződése a rezidenciára 168 millió dollárt ér.
2021 szeptemberében a Variety a „Power of Women” című számában tisztelgett Perry előtt, ahol karrierjéről, anyaságáról és filantróp tevékenységéről beszélt. Jelöltként részt vett a Variety 2021 „Power of Women” vacsoráján. A következő hónapban, a 37. születésnapján Perry vendégműsorvezető volt a The Ellen DeGeneres Show-ban, és szerepelt a Gap Inc. ünnepi reklámjában, amelyben a Beatles All You Need Is Love című dalát énekelte. A feldolgozásának teljes verziója még aznap megjelent a streaming platformokon. Két hónappal később Alesso svéd DJ-vel közösen kiadta When I’m Gone című dalt, amellyel Lady Gaga és a Coldplay után ő lett a harmadik előadó, aki három különböző évtizedben is első lett a horvát ARC 100-as listán. 2022 januárjában Morgan McLachlannal közösen megalapította a De Soi céget, amely alkoholmentes aperitifeket gyárt és forgalmaz. Mindketten olyan italt szerettek volna, amely„ lágyítja az elmét, csökkentve a kábulatot”.
Thomas Rhett-tel együtt Perry felvett egy country-pop duettet Where We Started címmel a három hónappal később megjelent azonos című albumára. Még májusban bejelentették, hogy Perry készíti a zenét Jeremy Zag Melody című animációs zenés filmjének soundtrackjéhez, és hangját is ő adja a film címszereplőjének. Ő lett a Just Eat reklámjainak új arca is, és elkészítette a dallamuk új remixét. 2022. június 8-án Perry megkapta Las Vegas kulcsát, ugyanezt a napot megjelölték Katy Perry-napként.
Perry együttműködött az Apple Inc. technológiai céggel, és szerepelt a GarageBand zenei szoftverük reklámjaiban, ahol a felhasználók „Remix Sessions”-eket tarthattak a Harleys in Hawaii című dalával. Az együttműködésről 2022 augusztusában így nyilatkozott: „A Harleys in Hawaii annyi különböző életet élt már [...] Annyi lehetőség van arra, hogy remixeljük ezt a dalt, és alig várom, hogy halljam a GarageBand összes fejlesztését ezzel az Apple kollaborációval”. Perry fellépett III. Károly brit király koronázási koncertjén a következő év májusában a windsori kastélyban. 2023 szeptemberében becslések szerint 225 millió dollárért eladta zenei jogait a Litmus Musicnak.

### 2024–jelen:143

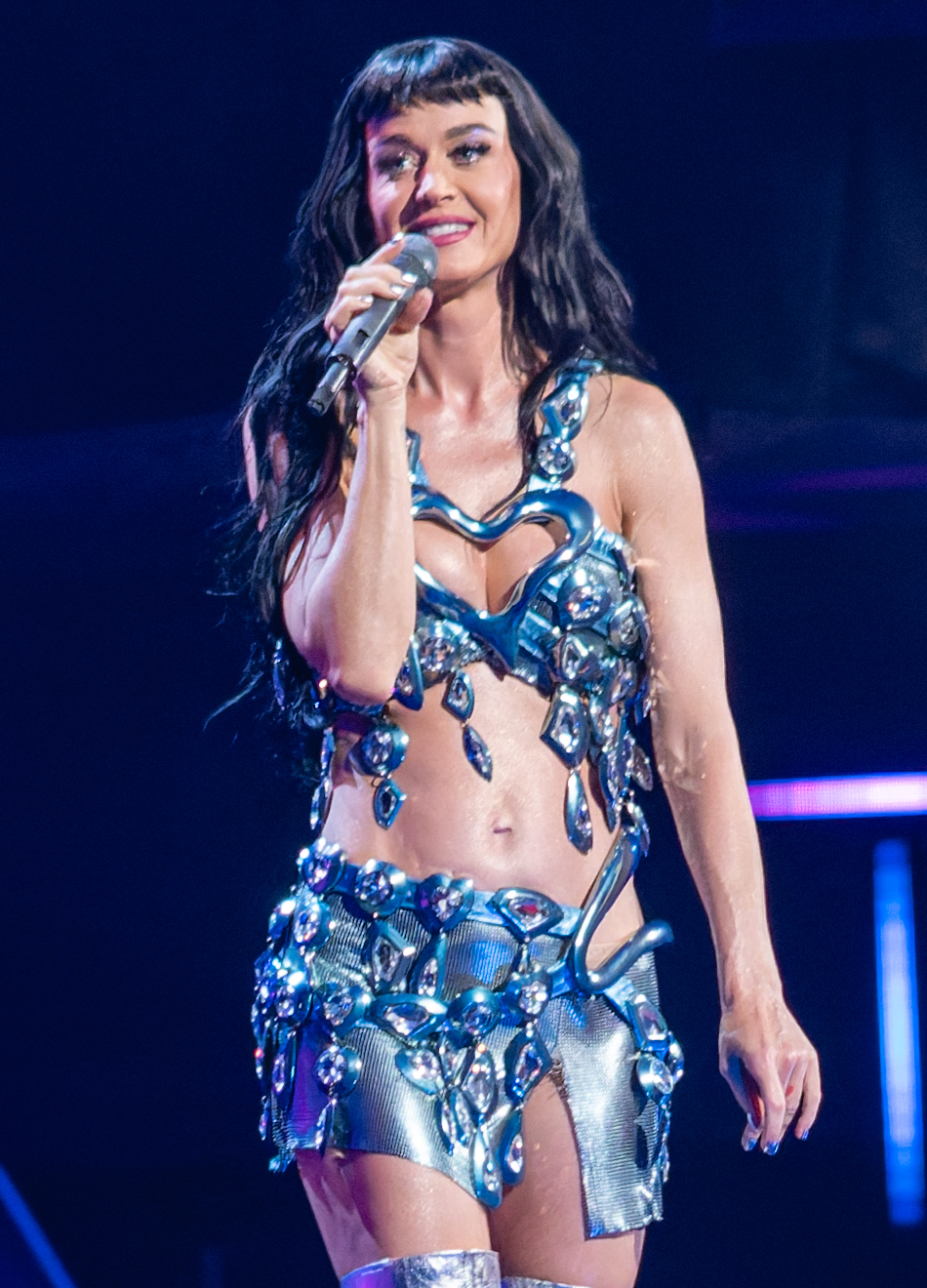
Perry fellépés közben a Westminster-i Methodist Central Hallban 2024-ben

A Jimmy Kimmel Live! című műsorban való megjelenése során 2024 februárjában Perry bejelentette, hogy a huszonkettedik évad befejezése után kilép az American Idolból, mondván, hogy új zenét akar kiadni, miután „egy ideig a stúdióban volt”. Az évad premierje még abban a hónapban volt, és májusban ért véget. 2024. július 11-én kiadta a Woman’s World című dalát, hetedik stúdióalbumának első kislemezeként. A lemez megjelenését két másik kislemez előzte meg: a Lifetimes és az I’m His, He’s Mine Doechii közreműködésével.
A 143 című stúdióalbuma 2024. szeptember 20-án jelent meg. Az albumot a következőképpen jellemezte: „szuper nagy energia, szuper nyári hangulat, nagyon magas BPM” és „tele van annyi örömmel, annyi szeretettel, annyi fénnyel”. A lemezt a kritikusok lehúzták, és Perry-t sokan kritizálták, amiért úgy döntött, hogy Dr. Luke-kal dolgozik rajta azután, hogy Kesha szexuális zaklatással vádolta a producert. Szeptember 11-én Perry MTV Életmű-díjat kapott a 2024-es MTV Video Music Awards-on. A 143 megjelenésének napján a 2024-es Rock in Rio fesztiválon lépett fel. Nyolc nappal később Perry volt az ausztrál AFL 2024-es nagydöntőjének fő fellépője. Ugyanezen év decemberében a Westminsterben található Methodist Central Hallban forgatott egy előadást a Katy Perry: Night of a Lifetime című különkiadáshoz. A Fremantle készítette, és december 21-én mutatták be az ITV-n az Egyesült Királyságban. 2024. december 20-án 1432 címmel megjelent a 143 deluxe kiadása. Ez négy további számot tartalmaz, és Perry ezt „korai karácsonyi ajándéknak” nevezte rajongói számára.
2025. április 14-én a Blue Origin NS-31 járattal repült az űrbe, ami a Blue Origin tizenegyedik, a New Shepard program keretében végrehajtott, legénységgel ellátott űrrepülése volt, Amanda Nguyen, Aisha Bowe, Kerianne Flynn, Gayle King és Lauren Sánchez társaságában. Ez volt az első, kizárólag nők által végrehajtott űrrepülés 1963 óta. A repülési eseményt széles körben bírálták különféle okokból. Olivia Munn színésznő „falánkságnak” tartotta a mutatványt, hatalmas kiadásnak és indokolatlanul sok médiavisszhangnak tartotta valódi haszon nélkül, míg Emily Ratajkowski modell undorát fejezte ki a küldetéssel kapcsolatban, azzal érvelve, hogy az hamisan próbálta megmutatni, hogy a nőknek helyet adnak az űrkutatásban, miközben valójában csak egy PR-fogás volt az Amazon űrturisztikai üzletágának, egy olyan cégnek, amely szerinte egymaga pusztítja a bolygót. Még ugyanebben a hónapban Perry elindult a Lifetimes turnéra, amely a tervek szerint a következő év decemberében ér véget.
2025 júliusában ő és Bloom megerősítették, hogy az előző hónap jelentései nyomán véget vetettek kapcsolatuknak.

## Művészete

### Hatások
Perry a nővérét, Angelát említi, mint azt a nőt, aki a legnagyobb hatással volt rá. Karrierje korai szakaszában Perry zenei stílusa a gospel felé irányult, és arra törekedett, hogy olyan sikeres legyen, mint Amy Grant. 15 éves korában hallotta a Queen Killer Queen című számát, ami arra ösztönözte, hogy zenei karrierbe kezdjen. A zenekar frontemberét, Freddie Mercury-t említi legnagyobb hatásaként, és kifejezte, hogy „a szarkasztikus szövegírói hozzáállása és a 'leszarom' hozzáállása kombinációja” inspirálta a zenéjét. Harmadik illatának Killer Queen elnevezésével tisztelgett a zenekar előtt. Perry elmondta, hogy a Beach Boys és a Pet Sounds című albumuk jelentős hatással volt a zenéjére: „A Pet Sounds az egyik kedvenc lemezem, és nagyjából az egész dalszerzésemet befolyásolta. Minden dallamválasztásom a Pet Sounds miatt van”. Az énekesnő nagyra tartja a Beatles The Beatles című albumát is, és úgy jellemezte ezt a két albumot, mint „az egyetlen dolgot, amit talán két évig folyamatosan hallgattam”.
Jelentős zenei inspirációként említi Alanis Morissette-et és az 1995-ös Jagged Little Pill című albumát, és 2012-ben kijelentette: „A Jagged Little Pill volt a legtökéletesebb női lemez, ami valaha készült. Mindenki számára van egy dal azon a lemezen; én az összes dalhoz kötődöm. Még mindig annyira időtállóak”. Emellett Perry Patty Griffin Flaming Red és Jonatha Brooke 10 Cent Wings című felvételeiből is merít hatást. Perry Katy Perry: Part of Me című önéletrajzi dokumentumfilmjére nagy hatással volt Madonnaː Truth or Dare című filmje. Csodálja Madonna azon képességét, hogy képes újra feltalálni magát, mondván: „Úgy akarok fejlődni, mint Madonna”.
Perry Björköt is megnevezi hatásaként, különösen csodálja a „mindig kockázatot vállaló hajlandóságát”. Perry olyan előadókat és együtteseket említ hatásként továbbá, mint Stevie Nicks, az ABBA, the Cardigans, Whitney Houston, Cyndi Lauper, Ace of Base, a 3OH!3, CeCe Peniston, C+C Music Factory, Black Box, Crystal Waters, Mariah Carey, Heart, Joni Mitchell, Paul Simon, Imogen Heap, Rufus Wainwright, Pink, és Gwen Stefani. A Firework-öt Jack Kerouac On the Road című könyvének egy passzusa ihlette, amelyben a szerző az élettel teli embereket a tűzijátékhoz hasonlítja, amely az égen keresztül száguld, és az emberek csodálkozva nézik. Második koncertkörútja, a California Dreams Tour az Alice Csodaországban és az Oz, a nagy varázsló című alkotásokat idézte. A Dark Horse című dalának ihletőjeként az 1996-os Bűvölet című filmet említi, a Prism albumnak pedig Eckhart Tolle The Power of Now című könyvét.

### Zenei stílus és témák
Bár Perry zenéje a popot, a rockot és a diszkót foglalja magába, a Katy Hudson egy gospel lemez. Későbbi kiadványai, a One of the Boys és a Teenage Dream a szex és a szerelem témáit érintik. A One of the Boys egy pop-rock lemez, míg a Teenage Dream diszkóhatásokat tartalmaz. Perry negyedik, Prism című albumára jelentős hatással van a dance és a popzene. Szövegileg az album a kapcsolatokkal, az önreflexióval és a mindennapi élettel foglalkozik. Ötödik stúdióalbuma, a Witness egy elektropop album, amelyet „360 fokos felszabadulásként” jellemzett, témái között szerepel a politikai felszabadulás, a szexuális felszabadulás és a negativitástól való felszabadulás. Számos dala, különösen a Teenage Dream című albumon, a tinédzserek közötti szerelemre reflektál; a W magazin az album szexuális célzásait „ellenállhatatlan, slágerekkel teli dallamoknak” nevezte. Az önérvényesítés közös téma Perry zenéjében.
Perry „popsztárnak álcázott énekes-dalszerzőként” jellemezte magát és azt állítja, hogy az őszinte dalszerzés nagyon fontos számára. Ezt a Marie Claire-nek nyilatkozta: „Úgy érzem, hogy a titkos varázstrükköm, ami elválaszt engem a legtöbb kortársamtól, az a bátorság, hogy sebezhető, őszinte és becsületes legyek. Szerintem sokkal átélhetőbbé válsz, ha sebezhető vagy”. Kristen Wiig színésznő és komikus megjegyezte, hogy „bármennyire is egyszerűek, könnyedek és ragályosak Perry dalai, a felszín alatt vegyes érzelmek, kusza motívumok és ellentmondásos impulzusok tengere húzódik meg, amelyek elég bonyolultak ahhoz, hogy egy Carole King-lemezt megtöltsenek”. Greg Kot a Chicago Tribune szerint „a komolyan vétel Perry eddigi legnagyobb kihívása lehet”. 2013-ban a The New York Times „napjaink leghatásosabb popsztárjának” nevezte – slágerei átérezhetőek egy csipetnyi kísérletező kedvvel. Randall Roberts a Los Angeles Times-tól kritizálta a dalszövegekben használt idiómákat és metaforákat, valamint a gyakori „kliséket”. Karrierje során Perry más előadók, köztük Lesley Roy, Kelly Clarkson, Jessie James Decker, Selena Gomez & the Scene, Britney Spears, Iggy Azalea, Rita Ora, Nicki Minaj, és Ariana Grande által felvett dalok társszerzője is volt.

### Hangja
Perry kontraalt hangterjedelemmel rendelkezik. Énekhangja dicséretet és kritikát egyaránt kapott. Betty Clarke a The Guardiantól megjegyezte, hogy „erőteljes hangja keményen éles” míg Rob Sheffield a Rolling Stone-tól úgy jellemezte Perry vokálját a Teenage Dream-en, mint „feldolgozott staccato zörejek”. Darren Harvey a musicOMH-tól Perry énekét a One of the Boys-on Alanis Morissette-éhez hasonlította, mindkettőjüknek „élénk, oktávokat váltó hangja van a szótagok közepén”. Alex Miller az NME-től úgy vélte, hogy „Perry problémája gyakran a hangjával van” a One of the Boys-on, és kijelentette, hogy „valahol valaki meggyőzte őt arról, hogy ő olyan, nos, mint egy tökös rock csaj”. Ezzel szemben Bernadette McNulty a The Daily Telegraph-tól a „rockos csaj hangját” dicsérte a Prism-et népszerűsítő koncert kritikájában.

## Imidzse

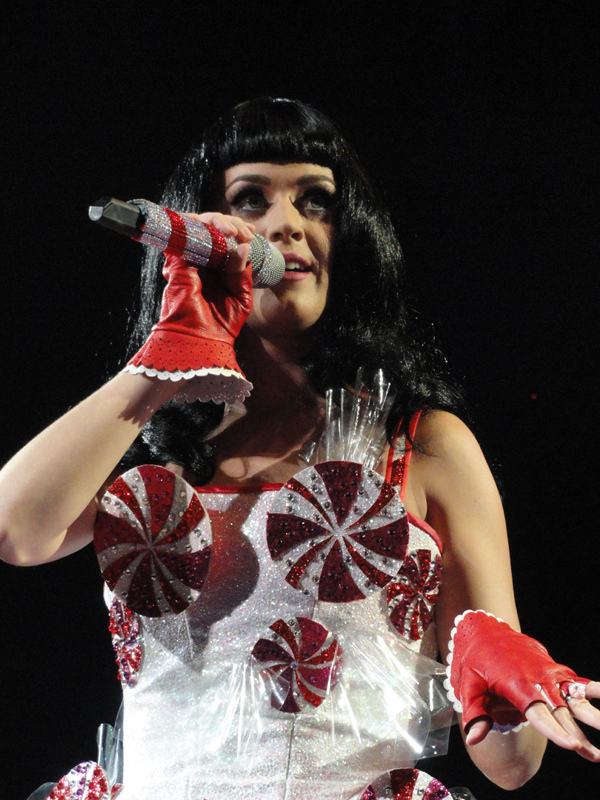
Perry a California Dreams Touron (2011)

A közösségi médiában Perry 2013 novemberében megelőzte Justin Biebert, mint a legtöbb követővel rendelkező személy a Twitteren. 2015-ben Guinness-rekordot állított fel a legtöbb Twitter-követővel, 2017 júniusában pedig ő lett az első ember, aki 100 millió követőt szerzett az oldalon. Keith Caulfield a Billboardtól úgy fogalmazott, hogy Perry „az a ritka híresség, akinek úgy tűnik, óriási népszerűsége, de valódi, földhözragadt interakciója van a rajongó KatyCats-ekkel”. Több mint 108 millió Twitter-követőjével ő a legtöbbet követett nő az oldalon, és az ötödik legtöbbet követett zenész a közösségi médiában, összesen több mint 366 millió követővel a Facebookon, az Instagramon és a Twitteren. 2017 júniusában a Time magazin Perryt az év „25 legbefolyásosabb embere az interneten” közé sorolta, és azt írta, hogy a Witness élő közvetítése „úttörő” volt, mivel „a legközelebb került bármelyik jelentős előadóművész ahhoz, hogy a rajongóknak olyan "valódi" intimitást nyújtson, amilyet a közösségi média állítólag nyújt”.
Perry-t szexszimbólumként jellemezték; a GQ „igazi férfi fantáziaként” címkézte őt, míg az Elle azt írta, hogy a teste olyan, „mintha egy tinédzser fiú rajzolta volna”. A Vice popsztárnak/nőnek/szexszimbólumnak nevezte. 2010-ben a Maxim Hot 100 első helyére került, mint „a világ legszebb nője”. A Men's Health olvasói a „2013 legszexibb nőjének” választották. 2010 novemberében Perry azt nyilatkozta a Harper's Bazaarnak, hogy büszke és elégedett az alakjával.
Perry öltözködése gyakran tartalmaz humort, élénk színeket és ételekkel kapcsolatos témákat, mint például a jellegzetes pörgős borsmentaforgó ruhája. A Vogue úgy jellemezte őt, mint aki „soha nem riadt vissza a felháborító vagy extrém dolgoktól semmilyen téren”, és a „Camp királynőjének”, míg a Glamour a „furcsaságok királynőjének” nevezte.. 2009 februárjában Perry azt mondta a Seventeennek, hogy a divatstílusa „egy kicsit különböző dolgok keveréke”, és kijelentette, hogy szereti a humort az öltözködésében. Úgy is jellemezte magát, hogy a divat miatt „többszemélyiségű zavarban” szenved. Perry Gwen Stefanit, Shirley Mansont, Chloë Sevignyt, Daphne Guinness-t, Natalie Portmant és a kitalált Lolita karaktert sorolja fel stílusikonjai közé. 2022-ben az Elle úgy jellemezte őt, mint „a giccset kedvelő popsztárt, aki egyedülállóan kísérletező stílusáról híres”, míg a Vogue úgy írta le stílusát, mint „a felháborító, szemet gyönyörködtető, a színpadiasság felé hajló együttesek szinonimáját”.
Katy Perry Collections nevű cipőkollekciójának 2017-es bemutatóján a cipőkről így nyilatkozott: „Amikor először kerültem L.A.-be, a stílusomat alacsony költségvetésből alakítottam ki, mindig használtruhás boltokban vagy vintage boltokban vásároltam. ... Egyszer találtam ezeket a lapos cipőket, amelyek úgy néztek ki, mint a dalmata kutyák. Mozgott a fülük, és a nyelvük is kilógott. Nagyon beszédes volt. Ez az, ami olyan nagyszerű a divatban. ... Ez egyfajta kommunikáció. Nem kell dohányozni kezdened ahhoz, hogy beszélgetni kezdj valakivel. Egyszerűen csak menő cipőt kell viselned. Ez egy jégtörő.”

## Díjai, elismerései
Katy Perry az Egyesült Államok egyik legsikeresebb előadója a kislemez eladásokat tekintve. Lady Gaga mellett ő az egyedüli női előadó, akinek két hétmilliós eladással bíró dala van (Firework és Dark Horse). 2013 novemberig Perry 11 millió albumot és 81 millió kislemezt adott el.
Eddigi karrierje során 13 Grammy-díjra jelölték, melyből egyet sem sikerült díjra váltania. 2009-ben elnyerte a zenepiac második legfontosabb elismerését, a Brit Awards díját a legjobb nemzetközi női előadó kategóriában.
2012-ben első női előadóként elnyerte a Spotlight-díjat, amit rajta kívül csak Michael Jackson-nak sikerült.
Legfontosabb zenei díjai:
- Spotlight-díj
- 1 Brit Awards-díj
- 5 American Music Awards[367][368][369]
- 5 Billboard Awards
- 14 People’s Choice Awards
- 6 MTV Europe Music Awards
- 5 MTV Video Music Awards

Egyéb díjak:
- Guinness rekord – legtöbb Twitter követő
- Forbes: 2015 legjobban kereső énekesnője

## Turnék
Önálló turnék
- Hello Katy Tour (2009)
- California Dreams Tour (2011–2012)
- Prismatic World Tour (2014–2015)
- Witness: The Tour (2017–2018)
- The Lifetimes Tour (2025)

Vendégelőadóként
- Strangely Normal Tour (Phil Joellel) (2001)

## Diszkográfia

### Stúdióalbumok
- Katy Hudson (2001)
- One of the Boys (2008)
- Teenage Dream (2010)
  - Újra kiadva mint The Complete Confection (2012)
- Prism (2013)
- Witness (2017)
- Smile (2020)
- 143 (2024)

### Kislemezek
| Év   | Kislemez                                      | Album                                 |
| ---- | --------------------------------------------- | ------------------------------------- |
| 2008 | I Kissed a Girl                               | One of the Boys                       |
| 2008 | Hot n Cold                                    | One of the Boys                       |
| 2009 | Thinking of You                               | One of the Boys                       |
| 2009 | Waking Up in Vegas                            | One of the Boys                       |
| 2010 | California Gurls (feat. Snoop Dogg)           | Teenage Dream                         |
| 2010 | Teenage Dream                                 | Teenage Dream                         |
| 2010 | Firework                                      | Teenage Dream                         |
| 2011 | E.T. (feat. Kanye West)                       | Teenage Dream                         |
| 2011 | Last Friday Night (T.G.I.F.)                  | Teenage Dream                         |
| 2011 | The One That Got Away                         | Teenage Dream                         |
| 2012 | Part of Me                                    | Teenage Dream:The Complete Confection |
| 2012 | Wide Awake                                    | Teenage Dream:The Complete Confection |
| 2012 | Hummingbird Heartbeat                         | Teenage Dream                         |
| 2013 | Roar                                          | Prism                                 |
| 2013 | Unconditionally                               | Prism                                 |
| 2013 | Dark Horse (feat. Juicy J)                    | Prism                                 |
| 2014 | Birthday                                      | Prism                                 |
| 2014 | This Is How We Do                             | Prism                                 |
| 2016 | Rise                                          | Nem jelent meg albumon                |
| 2017 | Chained to the Rhythm (feat. Skip Marley)     | Witness                               |
| 2017 | Bon Appétit (feat. Migos)                     | Witness                               |
| 2017 | Swish Swish (feat. Nicki Minaj)               | Witness                               |
| 2017 | Save as Draft                                 | Witness                               |
| 2018 | Hey Hey Hey                                   | Witness                               |
| 2018 | Cozy Little Christmas                         | Nem jelent meg albumon                |
| 2019 | 365 (feat. Zedd)                              | Nem jelent meg albumon                |
| 2019 | Con Calma (Remix) (feat. Daddy Yankee & Snow) | Nem jelent meg albumon                |
| 2019 | Never Really Over                             | Smile                                 |
| 2019 | Small Talk                                    | Nem jelent meg albumon                |
| 2019 | Harleys in Hawaii                             | Smile                                 |
| 2020 | Never Worn White                              | Nem jelent meg albumon                |
| 2020 | Daisies                                       | Smile                                 |
| 2020 | Smile                                         | Smile                                 |
| 2020 | Cry About It Later                            | Smile                                 |
| 2020 | Not the End of the World                      | Smile                                 |
| 2021 | Electric                                      | Pokémon 25: The Album                 |
| 2021 | When I'm Gone (feat. Alesso)                  | Nem jelent meg albumon                |
| 2024 | Woman's World                                 | 143                                   |

Közreműködések
| Év   | Videóklip             | Album                                   |
| ---- | --------------------- | --------------------------------------- |
| 2009 | Starstrukk            | Want (3OH!3 album)                      |
| 2010 | If We Ever Meet Again | Shock Value II (Timbaland)              |
| 2013 | Who you Love          | Paradise Valley (John Mayer)            |
| 2017 | Feels                 | Funk Wav Bounces Vol. 1 (Calvin Harris) |

### Videóklipek
- The Box (2005)
- Simple (2005)
- Long Shot (2005)
- A Cup of Coffee (2005)
- It’s Okay to Believe (2005)
- Diamonds (2005)
- Thinking of You (Eredeti verzió) (2007)
- Ur So Gay (2007)
- I Kissed a Girl (2008)
- Hot n Cold (2008)
- Thinking of You (Kereskedelmi verzió) (2009)
- Waking Up in Vegas (2009)
- Starstrukk (2009)
- If We Ever Meet Again (2010)
- California Gurls (2010)
- Teenage Dream (2010)
- Firework (2010)
- E.T. (2011)
- Last Friday Night (T.G.I.F.) (2011)
- The One That Got Away (2011)
- Part of Me (2012)
- Wide Awake (2012)
- Roar (2013)
- Unconditionally (2013)
- Who You Love (2013)
- Dark Horse (2014)
- Birthday (2014)
- This Is How We Do (2014)
- Rise (2016)
- Chained to the Rhythm (2017)
- Bon Appétit (2017)
- Feels (2017)
- Swish Swish (2017)
- Feels (Második videó) (2017)
- Hey Hey Hey (2017)
- 365 (2019)
- Never Really Over (2019)
- Small Talk (2019)
- Harleys in Hawaii (2019)
- Never Worn White (2020)
- Daisies (2020)
- Daisies (Can’t Cancel Pride) (2020)
- Smile (Teljesítményvideó) (2020)
- Smile (2020)
- Never Really Over (The Smile Video Series) (2020)
- Harleys in Hawaii (The Smile Video Series) (2020)
- Cry About It Later (The Smile Video Series) (2020)
- Tucked (The Smile Video Series) (2020)
- Champagne Problems (The Smile Video Series) (2020)
- Resilient (The Smile Video Series) (2020)
- What Makes A Woman (The Smile Video Series) (2020)
- Teary Eyes (Behind the Smile) (2020)
- Resilient (Tiësto Remix) (2020)
- Not the End of the World (2020)
- Electric (2021)
- When I'm Gone (Katy Perry és Alesso) (2022)
- Where We Started (2022)
- Woman's World (2024)

## Fordítás
- Ez a szócikk részben vagy egészben  a   Katy Perry című angol Wikipédia-szócikk fordításán alapul.  Az eredeti cikk szerkesztőit annak laptörténete sorolja fel. Ez a jelzés csupán a megfogalmazás eredetét és a szerzői jogokat jelzi, nem szolgál a cikkben szereplő információk forrásmegjelöléseként.